# Saint-Just (Hérault)
Saint-Just – miejscowość i gmina we Francji, w regionie Oksytania, w departamencie Hérault. Nazwa miejscowości pochodzi od imienia św. Justa.
Według danych na rok 1990 gminę zamieszkiwało 1568 osób, a gęstość zaludnienia wynosiła 258 osób/km² (wśród 1545 gmin Langwedocji-Roussillon Saint-Just plasuje się na 241. miejscu pod względem liczby ludności, natomiast pod względem powierzchni na miejscu 962.).